# Distretto di Caravelí
Il distretto di Caravelí è uno dei tredici distretti della provincia di Caravelí, in Perù. Si trova nella regione di Arequipa e si estende su una superficie di 727,68 chilometri quadrati.

Ha per capitale la città di Caravelí e contava 4.088 abitanti al censimento 2005.